# RB Leipzig
RasenBallsport Leipzig e.V. ali preprosto RB Leipzig je nemški nogometni klub iz mesta Leipzig. Klub je bil ustanovljen 19. maja 2009 in trenutno igra v 1. Bundesligi.
V inavguralni sezoni 2009/10 je Leipzig dominiral v regionalni ligi in bil tako promoviran v severno regionalno ligo. V sezoni 2012/13 je bil Leipzig zmagovalec severnovzhodne lige in tako napredoval v 3. nemško ligo (3. Bundesliga). V tej ligi je v sezoni 2013/14 končal kot podprvak in bil tako promoviran v 2. nemško ligo (2. Bundesliga). S tem je postal prvi klub, ki je po uveljavitvi 3. nemške lige promoviral v 2. ligo že po eni sezoni. 8. maja 2016 pa je po zmagi nad Karlsruher SC z 2-0 v zadnjem kolu napredoval v 1. Bundesligo. Z osvojitvijo 2. mesta v Bundesligi v sezoni 2016/17 pa se je klub prvič uvrstil v Ligo prvakov, kjer je v skupini s turškim Beşiktaşem, portugalskim Portom in monaškim Monacom osvojil 3. mesto [2 zmagi, 1 remi, 3 porazi] in se tako uvrstil v šestnajstino finala Evropske lige, kjer je pozneje premagal najprej Napoli (1-3, 2-0), nato Zenit (2-1, 1-1), a potlej klonil proti Marseillu (1-0, 2-5) v četrtfinalu. V sezoni 2018/19 je z osvojitvijo 6. mesta v domači ligi nastopil v Evropski ligi, kjer pa je v skupini z "bratskim" Red Bull Salzburgom iz Avstrije, škotskim Celticom in norveškim Rosenborgom končal kot tretji. V sezoni 2019/20 pa je z osvojitvijo 3. mesta v domači ligi ponovno nastopil v Ligi prvakov.
Leipzigov domači stadion je Red Bull Arena, ki sprejme 44.345 gledalcev. Barvi dresov sta rdeča in bela. Nadimka nogometašev sta Die Bullen (biki) in Die roten Bullen (rdeči biki).